# Baeksang Arts Award de Melhor Ator de Televisão
O Baeksang Arts Award de Melhor Ator – Televisão (hangul: 백상예술대상 TV부문 남자 최우수 연기상; rr: Baeksang Yesul Daesang TV Bumun Namja Choeusu Yeongisang) é um prêmio concedido anualmente na cerimônia do Baeksang Arts Awards, organizada pela Ilgan Sports e JTBC Plus, afiliadas da JoongAng Ilbo. 
A categoria de premiação é destinada à melhor performance de um ator em produções televisivas sul-coreanas, em trabalhos elegíveis de títulos lançados entre 1º de abril do ano anterior a 31 de março do ano corrente a cerimônia.

## Vencedores e indicados
| † | Indica o vencedor |

### Década de 1970
| Ano               | Vencedor       | Série de televisão         | Título original | Papel     | Emissora |
| ----------------- | -------------- | -------------------------- | --------------- | --------- | -------- |
| 1974 (10ª edição) | Choi Bool-am † | Century                    | 한백년          |           | MBC      |
| 1975 (11ª edição) | Moon Oh-jang † | Jochungnyeon               | 조총련          |           | KBS      |
| 1976 (12ª edição) | Shin Goo †     | Another Home               | 타향            |           | KBS      |
| 1976 (12ª edição) | Kim Mu-saeng † | Tenacity                   | 집념            | Heo Jun   | MBC      |
| 1977 (13ª edição) | Han Jin-hee †  | Daughter-in-Law            | 맏며느리        |           | TBC      |
| 1977 (13ª edição) | Kim Jin-hae †  | The Dance of Lord Cheoyong | 처용무          |           | KBS      |
| 1978 (14ª edição) | Choi Bool-am † | You                        | 당신            |           | MBC      |
| 1978 (14ª edição) | Lee Nak-hoon † | The Celestial Nymph        | 천녀화          |           | TBC      |
| 1979 (15ª edição) | Lee Jung-gil † | Hot Hand                   | 뜨거운 손       | Han Ji-il | MBC      |

### Década de 1980
| Ano               | Vencedor          | Série de televisão        | Título original   | Papel         | Emissora |
| ----------------- | ----------------- | ------------------------- | ----------------- | ------------- | -------- |
| 1980 (16ª edição) | Shin Goo †        | Spring Blessing           | 입춘대길          |               | KBS      |
| 1981 (17ª edição) | Shin Goo †        | Back in the Day           | 옛날 나 어릴 적에 |               | KBS1     |
| 1981 (17ª edição) | Jeon Woon †       | The Last Stop             | 종점              |               | MBC      |
| 1982 (18ª edição) | Lee Jung-gil †    | Nocturne                  | 야상곡            |               | MBC      |
| 1982 (18ª edição) | Song Jae-ho †     | The New Bride             | 새댁              |               | KBS1     |
| 1983 (19ª edição) | Lee Young-hoo †   | The Great Rich            | 거부실록          |               | MBC      |
| 1984 (20ª edição) | Im Dong-jin †     | Foundation of the Kingdom | 개국              | Rei Taejo     | KBS1     |
| 1985 (21ª edição) | Kim In-moon †     | Looking for the Truth     | 진실을 찾아서     |               | KBS1     |
| 1986 (22ª edição) | Seo In-seok †     | Lights and Shadows        | 빛과 그림자       | Sung-gu       | KBS2     |
| 1987 (23ª edição) | Yu In-chon †      | Phoenix                   | 불새              | Young-hoo     | MBC      |
| 1988 (24ª edição) | Lee Young-hoo †   | Nature                    | 산하              | Lee Jong-moon | MBC      |
| 1989 (25ª edição) | Kim Yeong-cheol † | Two Sunsets               | 두 석양           |               | KBS2     |

### Década de 1990
| Ano               | Vencedor e indicados | Série de televisão            | Título original | Papel                                 | Emissora |
| ----------------- | -------------------- | ----------------------------- | --------------- | ------------------------------------- | -------- |
| 1990 (26ª edição) | Im Hyun-sik †        | Three Families Under One Roof | 한지붕 세가족   | Choi Kyung-ho                         | MBC      |
| 1991 (27ª edição) | Yu In-chon †         | Ambitious Times               | 야망의 세월     | Park Hyeong-seop                      | KBS2     |
| 1992 (28ª edição) | Choi Jae-sung †      | Eyes of Dawn                  | 여명의 눈동자   | Choi Dae-chi                          | MBC      |
| 1992 (28ª edição) | Lee Nak-hoon †       | Yesterday's Green Grass       | 옛날의 금잔디   | Yoo In-seop                           | KBS1     |
| 1993 (29ª edição) | Choi Min-soo †       | Walking Up to Heaven          | 걸어서 하늘까지 | Jung Jong-ho                          | MBC      |
| 1993 (29ª edição) | Yu In-chon           | Sunrise Peak                  | 일출봉          | Up san-yi                             | MBC      |
| 1993 (29ª edição) | Choi Soo-jong        | Jealousy                      | 질투            | Lee Young-ho                          | MBC      |
| 1994 (30ª edição) | Shin Goo †           | Wild Chrysanthemum            | 들국화          |                                       | KBS1     |
| 1994 (30ª edição) | Park Joong-hoon      | The Faraway River             | 머나먼 쏭바강   | Hwang Il-cheon                        | SBS      |
| 1994 (30ª edição) | Choi Soo-jong        | Pilot                         | 파일럿          | Kang Min-ki                           | MBC      |
| 1994 (30ª edição) | Dokgo Young-jae      | My Mother's Sea               | 엄마의 바다     | Choi Seung-joo                        | MBC      |
| 1995 (31ª edição) | Choi Min-soo †       | Sandglass                     | 모래시계        | Park Tae-soo                          | SBS      |
| 1995 (31ª edição) | Park Sang-won        | Sandglass                     | 모래시계        | Kang Woo-suk                          | SBS      |
| 1995 (31ª edição) | Han Suk-kyu          | The Moon of Seoul             | 서울의 달       | Kim Hong-sik                          | MBC      |
| 1995 (31ª edição) | Lee Jae-ryong        | General Hospital              | 종합병원        | Kim Do-hun                            | MBC      |
| 1996 (32ª edição) | Lee Byung-hun †      | Sons of the Wind              | 바람의 아들     | Jang Hong-pyo                         | KBS      |
| 1996 (32ª edição) | Lee Chang-hoon       | Love and War                  | 전쟁과 사랑     | Kim Nam-cheon                         | MBC      |
| 1996 (32ª edição) | Han Jin-hee          | Even if the Wind Blows        | 바람은 불어도   | Hwang Jung-tak                        | KBS1     |
| 1996 (32ª edição) | Lee Jong-won         | Our Sunny Days of Youth       | 젊은이의 양지   | Park Yin-beom                         | KBS2     |
| 1997 (33ª edição) | Yoo Dong-geun †      | Lovers                        | 애인            | Jung Woon-oh                          | MBC      |
| 1997 (33ª edição) | Park Geun-hyung      | The Brothers' River           | 형제의 강       | Seo Bok-man                           | SBS      |
| 1997 (33ª edição) | Choi Soo-jong        | First Love                    | 첫사랑          | Sung Chang-hyeok                      | KBS2     |
| 1997 (33ª edição) | Kim Min-jong         | A Faraway Country             | 머나먼 나라     | Kim Han-soo                           | KBS2     |
| 1998 (34ª edição) | Yoo Dong-geun †      | Tears of the Dragon           | 용의 눈물       | Yi Bang-won                           | KBS1     |
| 1998 (34ª edição) | Kim Moo-saeng        | Tears of the Dragon           | 용의 눈물       | Rei Taejo                             | KBS1     |
| 1998 (34ª edição) | Choi Bool-am         | You and I                     | 그대 그리고 나  | Park Jae-chul                         | MBC      |
| 1998 (34ª edição) | Lee Soon-jae         | Palace of Dreams              | 꿈의 궁전       | Ji Won-ho                             | SBS      |
| 1998 (34ª edição) | Seo In-seok          | Because of Love               | 정때문에        | Hong Wu-pyo                           | KBS1     |
| 1999 (35ª edição) | Choi Soo-jong †      | Legendary Ambition            | 야망의 전설     | Lee Jung-tae                          | KBS      |
| 1999 (35ª edição) | Ahn Jae-wook         | Sunflower                     | 해바라기        | Dr. Jang Hyun-woo                     | MBC      |
| 1999 (35ª edição) | Im Dong-jin          | The King and the Queen        | 왕과 비         | Grão-Príncipe Suyang, depois Rei Sejo | KBS1     |
| 1999 (35ª edição) | Kim Min-jong         | Mister Q                      | 미스터 큐       | Lee Kang-to                           | SBS      |

### Década de 2000
| Ano               | Vencedor e indicados | Série de televisão          | Título original    | Papel                        | Emissora |
| ----------------- | -------------------- | --------------------------- | ------------------ | ---------------------------- | -------- |
| 2000 (36ª edição) | Cha In-pyo †         | The Boss                    | 왕초               | Kim Choon-sam                | MBC      |
| 2000 (36ª edição) | Kang Nam-gil         | Last War                    | 마지막 전쟁        | Kim Tae-kyung                | MBC      |
| 2000 (36ª edição) | Lee Byung-hun        | Happy Together              | 해피 투게더        | Seo Tae-poong                | SBS      |
| 2000 (36ª edição) | Kim Kap-soo          | Sad Temptation              | 슬픈 유혹          | Jung Moon-gi                 | KBS2     |
| 2001 (37ª edição) | Kim Yeong-cheol †    | Taejo Wang Geon             | 태조 왕건          | Gung Ye                      | KBS1     |
| 2001 (37ª edição) | Kang Seok-woo        | Ajumma                      | 아줌마             | Jang Jin-gu                  | MBC      |
| 2001 (37ª edição) | Cha In-pyo           | Fireworks                   | 불꽃               | Choi Jong-hyuk               | SBS      |
| 2002 (38ª edição) | Yoo Dong-geun †      | Empress Myeongseong         | 명성황후           | Heungseon Daewongun          | KBS2     |
| 2002 (38ª edição) | Lee Byung-hun        | Beautiful Days              | 아름다운 날들      | Lee Min-chul                 | SBS      |
| 2002 (38ª edição) | Cho Jae-hyun         | Piano                       | 피아노             | Han Eok-kuan                 | SBS      |
| 2002 (38ª edição) | Seo In-seok          | Taejo Wang Geon             | 태조 왕건          | Kyon Hwon                    | KBS1     |
| 2003 (39ª edição) | Lee Byung-hun †      | All In                      | 올인               | Kim In-ha                    | SBS      |
| 2003 (39ª edição) | Kim Sang-joong       | The Dawn of the Empire      | 제국의 아침        | Rei Gwangjong                | KBS2     |
| 2003 (39ª edição) | Ahn Jae-mo           | Rustic Period               | 야인시대           | Kim Du-han                   | SBS      |
| 2003 (39ª edição) | Cho Jae-hyun         | Snowman                     | 눈사람             | Han Pil-seung                | MBC      |
| 2004 (40ª edição) | Zo In-sung †         | Something Happened in Bali  | 발리에서 생긴 일   | Jung Jae-min                 | SBS      |
| 2004 (40ª edição) | Cha Seung-won        | Bodyguard                   | 보디가드           | Hong Kyung-tak               | KBS2     |
| 2004 (40ª edição) | Lee Seo-jin          | Damo                        | 조선 여형사 다모   | Hwangbo Yoon                 | MBC      |
| 2004 (40ª edição) | Kim Rae-won          | Cats on the Roof            | 옥탑방 고양이      | Lee Kyung-min                | MBC      |
| 2005 (41ª edição) | So Ji-sub †          | I'm Sorry, I Love You       | 미안하다, 사랑한다 | Cha Moo-hyuk                 | KBS      |
| 2005 (41ª edição) | Kim Myung-min        | Immortal Admiral Yi Sun-sin | 불멸의 이순신      | Yi Sun-sin                   | KBS1     |
| 2005 (41ª edição) | Park Shin-yang       | Lovers in Paris             | 파리의 연인        | Han Ki-joo                   | SBS      |
| 2006 (42ª edição) | Kim Joo-hyuk †       | Lovers in Prague            | 프라하의 연인      | Choi Sang-hyun               | SBS      |
| 2006 (42ª edição) | Son Hyun-joo         | My Rosy Life                | 장밋빛 인생        | Ban Sung-moon                | KBS2     |
| 2006 (42ª edição) | Uhm Tae-woong        | Resurrection                | 부활               | Seo Ha-eun / Yoo Shin-hyuk   | KBS2     |
| 2007 (43ª edição) | Kim Myung-min †      | Behind the White Tower      | 하얀 거탑          | Jang Joon-hyuk               | MBC      |
| 2007 (43ª edição) | Hyun Bin             | The Snow Queen              | 눈의 여왕          | Han Tae-woong / Han Deuk-gu  | KBS2     |
| 2007 (43ª edição) | Lee Beom-soo         | Surgeon Bong Dal-hee        | 외과의사 봉달희    | Ahn Joong-geun               | SBS      |
| 2007 (43ª edição) | Ryu Soo-young        | Seoul 1945                  | 서울 1945          | Choi Woon-hyuk               | KBS1     |
| 2007 (43ª edição) | Song Il-kook         | Jumong                      | 주몽               | Jumong                       | MBC      |
| 2008 (44ª edição) | Park Shin-yang †     | War of Money                | 쩐의 전쟁          | Geum Na-ra                   | SBS      |
| 2008 (44ª edição) | Bae Yong-joon        | The Legend                  | 태왕사신기         | Guangaeto, o Grande          | MBC      |
| 2008 (44ª edição) | Cho Jae-hyun         | New Heart                   | 뉴하트             | Choi Kang-gook               | MBC      |
| 2008 (44ª edição) | Kang Ji-hwan         | Capital Scandal             | 경성 스캔들        | Sunwoo Wan                   | KBS2     |
| 2008 (44ª edição) | Lee Seo-jin          | Lee San, Wind of the Palace | 이산               | Yi San                       | MBC      |
| 2009 (45ª edição) | Kim Myung-min †      | Beethoven Virus             | 베토벤 바이러스    | Kang Gun-woo / Kang Mae      | MBC      |
| 2009 (45ª edição) | Lee Joon-gi          | Iljimae                     | 일지매             | Lee Gyeom / Yong-i / Iljimae | SBS      |
| 2009 (45ª edição) | Park Yong-ha         | On Air                      | 온에어             | Lee Kyung-min                | SBS      |
| 2009 (45ª edição) | Song Il-kook         | The Kingdom of the Winds    | 바람의 나라        | Príncipe Muhyul              | KBS2     |
| 2009 (45ª edição) | Song Seung-heon      | East of Eden                | 에덴의 동쪽        | Lee Dong-chul                | MBC      |

### Década de 2010
| Ano               | Vencedor e indicados | Série de televisão                 | Título original            | Papel                                                                          | Emissora |
| ----------------- | -------------------- | ---------------------------------- | -------------------------- | ------------------------------------------------------------------------------ | -------- |
| 2010 (46ª edição) | Lee Byung-hun †      | Iris                               | 아이리스                   | Kim Hyun-jun                                                                   | KBS2     |
| 2010 (46ª edição) | Jang Hyuk            | The Slave Hunters                  | 추노                       | Lee Dae-gil                                                                    | KBS2     |
| 2010 (46ª edição) | Kim Soo-ro           | Master of Study                    | 공부의 신                  | Kang Suk-ho                                                                    | KBS2     |
| 2010 (46ª edição) | So Ji-sub            | Cain and Abel                      | 카인과 아벨                | Lee Cho-in / Oh Kang-ho                                                        | SBS      |
| 2010 (46ª edição) | Yoon Sang-hyun       | Queen of Housewives                | 내조의 여왕                | Heo Tae-joon                                                                   | MBC      |
| 2011 (47ª edição) | Jeong Bo-seok †      | Giant                              | 자이언트                   | Jo Pil-yeon                                                                    | SBS      |
| 2011 (47ª edição) | Hyun Bin             | Secret Garden                      | 시크릿 가든                | Kim Joo-won                                                                    | SBS      |
| 2011 (47ª edição) | Kwon Sang-woo        | Big Thing                          | 대물                       | Ha Do-ya                                                                       | SBS      |
| 2011 (47ª edição) | Lee Beom-soo         | Giant                              | 자이언트                   | Lee Kang-mo                                                                    | SBS      |
| 2011 (47ª edição) | Yoon Shi-yoon        | Bread, Love and Dreams             | 제빵왕 김탁구              | Kim Tak-gu                                                                     | KBS2     |
| 2012 (48ª edição) | Kim Soo-hyun †       | Moon Embracing the Sun             | 해를 품은 달               | Lee Hwon                                                                       | MBC      |
| 2012 (48ª edição) | Cha Seung-won        | The Greatest Love                  | 최고의 사랑                | Dokko Jin                                                                      | MBC      |
| 2012 (48ª edição) | Han Suk-kyu          | Deep Rooted Tree                   | 뿌리 깊은 나무             | Sejong, o Grande                                                               | SBS      |
| 2012 (48ª edição) | Park Si-hoo          | The Princess' Man                  | 공주의 남자                | Kim Seung-yoo                                                                  | KBS2     |
| 2012 (48ª edição) | Shin Ha-kyun         | Brain                              | 브레인                     | Lee Kang-hoon                                                                  | KBS2     |
| 2013 (49ª edição) | Son Hyun-joo †       | The Chaser                         | 추적자                     | Baek Hong-suk                                                                  | SBS      |
| 2013 (49ª edição) | Lee Sang-yoon        | Seoyoung, My Daughter              | 내 딸 서영이               | Kang Woo-jae                                                                   | KBS2     |
| 2013 (49ª edição) | Lee Sung-min         | Golden Time                        | 골든타임                   | Choi In-hyuk                                                                   | MBC      |
| 2013 (49ª edição) | Uhm Tae-woong        | Man from the Equator               | 적도의 남자                | Kim Sun-woo                                                                    | KBS2     |
| 2013 (49ª edição) | Yoo Jun-sang         | My Husband Got a Family            | 넝쿨째 굴러온 당신         | Terry Kang / Bang Gwi-nam                                                      | KBS2     |
| 2014 (50ª edição) | Cho Jae-hyun †       | Jeong Do-jeon                      | 정도전                     | Jeong Do-jeon                                                                  | KBS1     |
| 2014 (50ª edição) | Joo Won              | Good Doctor                        | 굿 닥터                    | Park Shi-on                                                                    | KBS2     |
| 2014 (50ª edição) | Kim Soo-hyun         | My Love from the Star              | 별에서 온 그대             | Do Min-joon                                                                    | SBS      |
| 2014 (50ª edição) | Lee Jong-suk         | I Can Hear Your Voice              | 너의 목소리가 들려         | Park Soo-ha                                                                    | SBS      |
| 2014 (50ª edição) | Yoo Ah-in            | Secret Affair                      | 밀회                       | Lee Sun-jae                                                                    | JTBC     |
| 2015 (51ª edição) | Lee Sung-min †       | Misaeng: Incomplete Life           | 미생                       | Oh Sang-shik                                                                   | tvN      |
| 2015 (51ª edição) | Cho Jae-hyun         | Punch                              | 펀치                       | Lee Tae-joon                                                                   | SBS      |
| 2015 (51ª edição) | [Kim Rae-won         | Punch                              | 펀치                       | Park Jung-hwan                                                                 | SBS      |
| 2015 (51ª edição) | Ji Sung              | Kill Me, Heal Me                   | 킬미, 힐미                 | Cha Do-hyun / Shin Se-gi / Perry Park / Ahn Yo-seob / Ahn Yo-na / Nana / Sr. X | MBC      |
| 2015 (51ª edição) | Zo In-sung           | It's Okay, That's Love             | 괜찮아, 사랑이야           | Jang Jae-yeol                                                                  | SBS      |
| 2016 (52ª edição) | Yoo Ah-in †          | Six Flying Dragons                 | 육룡이 나르샤              | Yi Bang-won                                                                    | SBS      |
| 2016 (52ª edição) | Cho Jin-woong        | Signal                             | 시그널                     | Lee Jae-han                                                                    | tvN      |
| 2016 (52ª edição) | Joo Won              | Yong-pal                           | 용팔이                     | Kim Tae-hyun                                                                   | SBS      |
| 2016 (52ª edição) | Namkoong Min         | Remember                           | 리멤버 – 아들의 전쟁       | Nam Gyu-man                                                                    | SBS      |
| 2016 (52ª edição) | Song Joong-ki        | Descendants of the Sun             | 태양의 후예                | Yoo Si-jin                                                                     | KBS2     |
| 2017 (53ª edição) | Gong Yoo †           | Guardian: The Lonely and Great God | 쓸쓸하고 찬란하神 – 도깨비 | Kim Shin                                                                       | tvN      |
| 2017 (53ª edição) | Han Suk-kyu          | Dr. Romantic                       | 낭만닥터 김사부            | Kim Sa-bu / Boo Yong-joo                                                       | SBS      |
| 2017 (53ª edição) | Jo Jung-suk          | Don't Dare to Dream                | 질투의 화신                | Lee Hwa-shin                                                                   | SBS      |
| 2017 (53ª edição) | Namkoong Min         | Good Manager                       | 김과장                     | Kim Sung-ryong                                                                 | KBS2     |
| 2017 (53ª edição) | Park Bo-gum          | Love in the Moonlight              | 구르미 그린 달빛           | Lee Yeong                                                                      | KBS2     |
| 2018 (54ª edição) | Cho Seung-woo †      | Stranger                           | 비밀의 숲                  | Hwang Shi-mok                                                                  | tvN      |
| 2018 (54ª edição) | Chun Ho-jin          | My Golden Life                     | 황금빛 내 인생             | Seo Tae-soo                                                                    | KBS2     |
| 2018 (54ª edição) | Jang Hyuk            | Money Flower                       | 돈꽃                       | Kang Pil-joo / Jang Eun-cheon / Jo In-ho                                       | MBC      |
| 2018 (54ª edição) | Kim Sang-joong       | The Rebel                          | 역적: 백성을 훔친 도적     | Hong Ah-mo-gae                                                                 | MBC      |
| 2018 (54ª edição) | Park Seo-joon        | Fight for My Way                   | 쌈 마이웨이                | Ko Dong-man                                                                    | KBS2     |
| 2019 (55ª edição) | Lee Byung-hun †      | Mr. Sunshine                       | 미스터 션샤인              | Choi Yoo-jin / Eugene Choi                                                     | tvN      |
| 2019 (55ª edição) | Hyun Bin             | Memories of the Alhambra           | 알함브라 궁전의 추억       | Yoo Jin-woo                                                                    | tvN      |
| 2019 (55ª edição) | Kim Nam-gil          | The Fiery Priest                   | 열혈사제                   | Kim Hae-il                                                                     | SBS      |
| 2019 (55ª edição) | Lee Sun-kyun         | My Mister                          | 나의 아저씨                | Park Dong-hoon                                                                 | tvN      |
| 2019 (55ª edição) | Yeo Jin-goo          | The Crowned Clown                  | 왕이 된 남자               | Ha-seon / Yi Heon                                                              | tvN      |

### Década de 2020
| Ano               | Vencedor e indicados | Série de televisão               | Título original       | Papel                       | Emissora     |
| ----------------- | -------------------- | -------------------------------- | --------------------- | --------------------------- | ------------ |
| 2020 (56ª edição) | Kang Ha-neul †       | When the Camellia Blooms         | 동백꽃 필 무렵        | Hwang Yong-sik              | KBS2         |
| 2020 (56ª edição) | Hyun Bin             | Crash Landing on You             | 사랑의 불시착         | Ri Jeong-hyeok              | tvN          |
| 2020 (56ª edição) | Ju Ji-hoon           | Hyena                            | 하이에나              | Yoon Hee-jae                | SBS          |
| 2020 (56ª edição) | Namkoong Min         | Hot Stove League                 | 스토브리그            | Baek Seung-soo              | SBS          |
| 2020 (56ª edição) | Park Seo-joon        | Itaewon Class                    | 이태원 클라쓰         | Park Sae-ro-yi              | JTBC         |
| 2021 (57ª edição) | Shin Ha-kyun †       | Beyond Evil                      | 괴물                  | Lee Dong-sik                | JTBC         |
| 2021 (57ª edição) | Kim Soo-hyun         | It's Okay to Not Be Okay         | 사이코지만 괜찮아     | Moon Gang-tae               | tvN          |
| 2021 (57ª edição) | Song Joong-ki        | Vincenzo                         | 빈센조                | Vincenzo Cassano            | tvN          |
| 2021 (57ª edição) | Um Ki-joon           | The Penthouse: War in Life       | 펜트하우스            | Joo Dan-tae / Mr Baek       | SBS          |
| 2021 (57ª edição) | Lee Joon-gi          | Flower of Evil                   | 악의 꽃               | Baek Hee-sung / Do Hyun-soo | tvN          |
| 2022 (58ª edição) | Lee Jun-ho †         | The Red Sleeve                   | 옷소매 붉은 끝동      | Yi San                      | MBC          |
| 2022 (58ª edição) | Kim Nam-gil          | Through the Darkness             | 악의 마음을 읽는 자들 | Song Ha-young               | SBS          |
| 2022 (58ª edição) | Lee Jung-jae         | Squid Game                       | 오징어 게임           | Seong Gi-hun                | Netflix      |
| 2022 (58ª edição) | Im Si-wan            | Tracer                           | 트레이서              | Hwang Dong-joo              | MBC, Wavve   |
| 2022 (58ª edição) | Jung Hae-in          | D.P.                             | 디피                  | Ahn Joon-ho                 | Netflix      |
| 2023 (59ª edição) | Lee Sung-min †       | Reborn Rich                      | 재벌집 막내아들       | Jin Yang-chul               | JTBC         |
| 2023 (59ª edição) | Son Suk-ku           | My Liberation Notes              | 나의 해방일지         | Gu Ja-gyeong                | JTBC         |
| 2023 (59ª edição) | Lee Byung-hun        | Our Blues                        | 우리들의 블루스       | Lee Dong-seok               | tvN          |
| 2023 (59ª edição) | Jung Kyung-ho        | Crash Course in Romance          | 일타 스캔들           | Choi Chi-yeol               | tvN          |
| 2023 (59ª edição) | Choi Min-sik         | Big Bet                          | 카지노                | Cha Mu-sik                  | Disney+      |
| 2024 (60ª edição) | Namkoong Min †       | My Dearest                       | 연인                  | Lee Jang-hyun               | MBC          |
| 2024 (60ª edição) | Kim Soo-hyun         | Queen of Tears                   | 눈물의 여왕           | Baek Hyun-woo               | tvN          |
| 2024 (60ª edição) | Ryu Seung-ryong      | Moving                           | 무빙                  | Jang Ju-won                 | Disney+      |
| 2024 (60ª edição) | Yoo Yeon-seok        | A Bloody Lucky Day               | 운수 오진 날          | Geum Hyeok-soo              | tvN, TVING   |
| 2024 (60ª edição) | Im Si-wan            | Boyhood                          | 소년시대              | Jang Byeong-tae             | Coupang Play |
| 2025 (61ª edição) | Ju Ji-hoon †         | The Trauma Code: Heroes on Call  | 중증외상센터          | Baek Kang-hyuk              | Netflix      |
| 2025 (61ª edição) | Park Bo-gum          | When Life Gives You Tangerines   | 폭싹 속았수다         | Yang Guan-sik               | Netflix      |
| 2025 (61ª edição) | Byeon Woo-seok       | Lovely Runner                    | 선재업고 튀어         | Ryu Sun-jae                 | tvN          |
| 2025 (61ª edição) | Lee Joon-hyuk        | Dongjae, the Good or the Bastard | 좋거나 나쁜 동재      | Seo Dong-jae                | tvN, TVING   |
| 2025 (61ª edição) | Han Suk-kyu          | Doubt                            | 이토록 친밀한 배신자  | Jang Tae-su                 | MBC          |

## Múltiplas vitórias e indicações
Os seguintes atores conquistaram duas ou mais vezes a categoria de Melhor Ator:
| Vitórias | Ator          |
| -------- | ------------- |
| 4        | Lee Byung-hun |
| 4        | Shin Goo      |
| 3        | Yoo Dong-geun |
| 2        | Choi Bool-am  |
| 2        | Choi Min-soo  |
| 2        | Kim Myung-min |
| 2        | Lee Sung-min  |

Os seguintes atores conquistaram duas ou mais indicações na categoria de Melhor Ator:
| Indicações | Ator          |
| ---------- | ------------- |
| 7          | Lee Byung-hun |
| 5          | Cho Jae-hyun  |
| 4          | Choi Soo-jong |
| 4          | Han Suk-kyu   |
| 4          | Hyun Bin      |
| 4          | Kim Soo-hyun  |
| 4          | Namkoong Min  |
| 4          | Shin Goo      |